# Vincent Dumestre
Vincent Dumestre (1968) es un laudista, guitarrista y director de orquesta francés.

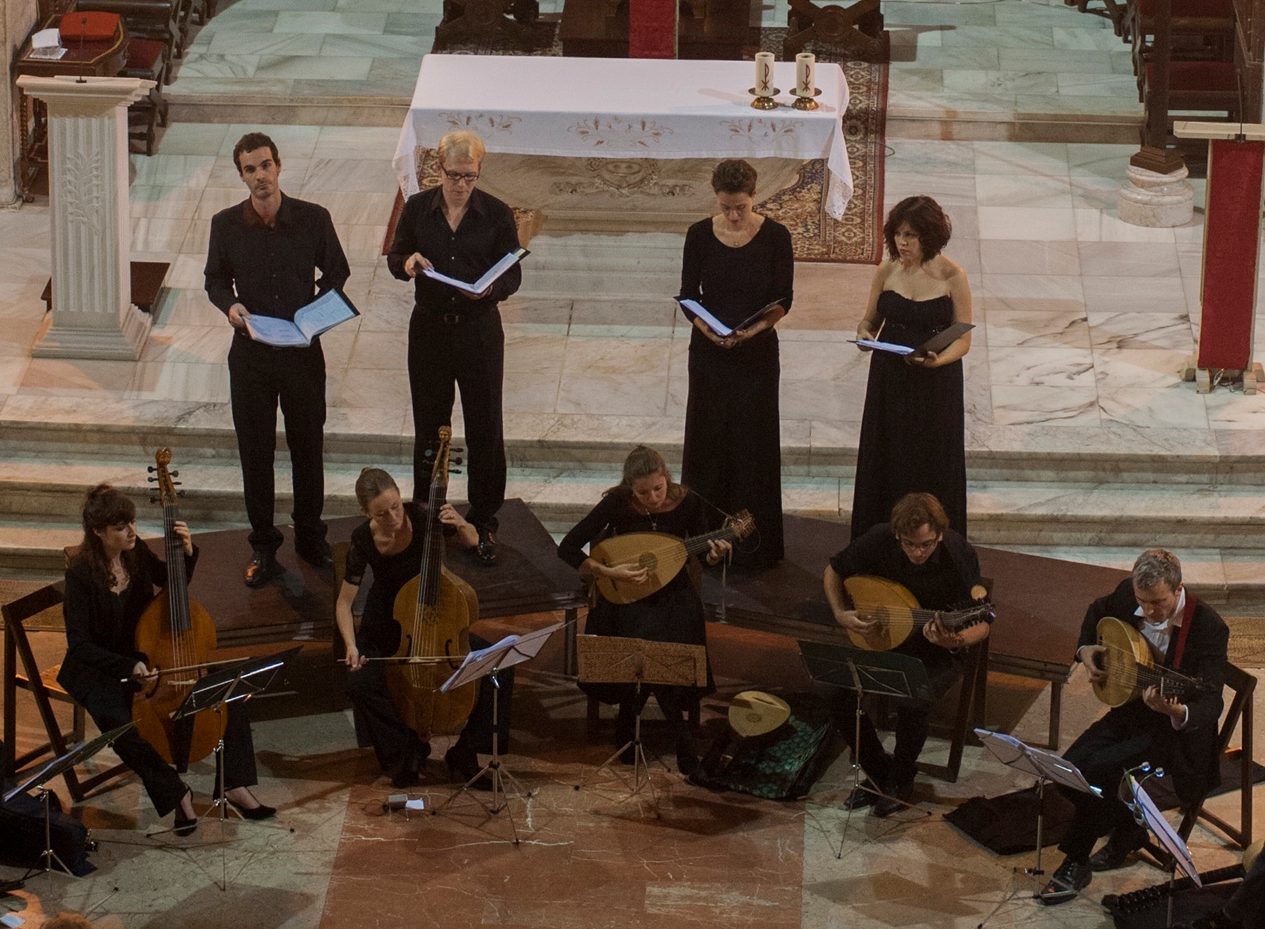
Concierto final del curso impartido por Vincent Dumestre en la Universidad Internacional Menéndez Pelayo de Santander en agosto de 2013.

## Biografía
Estudió Historia del Arte en la École du Louvre y guitarra clásica en la École Normale de Musique de París. Pronto se diversificó hacia la música para tiorba, guitarra barroca y laúd, recibiendo clases de Hopkinson Smith, Eugène Ferré y Rolf Lislevand en el Conservatorio de Toulouse y estudiando bajo continuo en el Conservatorio de Boulogne.
A partir de entonces toca en diferentes agrupaciones, algunas tan prestigiosas como el Ricercar Consort, La Simphonie du Marais, Le Concert des Nations, La Grande Écurie o La Chambre du Roy, colaborando además con el Centro de Música Barroca de Versalles.
En 1998 funda Le Poème Harmonique, ensemble alabado por la crítica desde el principio. Su actividad se centra principalmente en el repertorio del siglo XVII y principios del siglo XVIII. Su interpretación vocal e instrumental se vio enriquecida con la inclusión de otras disciplinas artísticas: actores y bailarines se unen a cantantes y músicos en obras de cámara y producciones escénicas. Dumestre, tanto en solitario como junto al grupo que dirige, desarrolla también una labor docente.

### Premios y reconocimientos
Dumestre fue elegido "Joven talento del año 1999" por la revista Diapason. Sus grabaciones para el sello Alpha han recibido numerosos premios (Diapason d'Or, Choc du Monde, etc.)
En 2004, el Ministerio de Cultura francés le nombra Caballero de la Orden de las Artes y las Letras de Francia.
En 2005 recibe el Gran Premio del disco y DVD de la Académie Charles-Cros en la categoría de música barroca por su versión de Le Bourgeois Gentilhomme (El burgués gentilhombre de Molière, con música de Jean-Baptiste Lully). Dumestre se propuso con esta producción representar esta comedia-ballet en su versión original e íntegra, con los intermedios cantados y bailados que se integran en la acción dramática. Con Le Poème Harmonique también ha puesto en escena brillantemente las óperas Cadmus et Hermione de Lully en 2008 y L'Egisto de Francesco Cavalli en 2012, ambas en el Teatro Nacional de la Opéra-Comique y con escenografía de Benjamin Lazar basada en la utilización de velas como única iluminación y máquinas de tramoya iguales a las utilizadas en el siglo XVII. En diciembre de 2012 representa en la Ópera de la Bastilla el Calígula de Giovanni Maria Pagliardi en versión para marionetas.

## Discografía
Como director para el sello Alpha Records:
- Ostinato, 2012.
- El Fénix de París, Luis Briceño, 2011.
- Combattimenti, Claudio Monteverdi & Marco Marazzoli, 2010.
- Cadmus et Hermione, Jean Baptiste Lully, 2009.
- Firenze 1616, Claudio Saracini, Giulio Caccini & Cristofano Malvezzi, 2008.
- Stabat Mater, Giovanni Battista Pergolesi, 2007.
- Si tu veux apprendre les pas à danser, Pierre Guédron, Antoine Boësset & Étienne Moulinié, 2005.
- Je meurs sans mourir, Antoine Boësset, 2004.
- Nova Metamorfosi, anónimos italianos, 2003.
- Tenebrae, Delalande, 2002.
- Lamentations, Emilio de Cavalieri, 2001.